# International Flavors and Fragrances
Pour les articles homonymes, voir IFF.
International Flavors and Fragrances (IFF), est une entreprise internationale qui fabrique des parfums pour l'industrie de la parfumerie et des arômes pour l'industrie de l'alimentaire. Elle est la troisième entreprise du secteur en chiffre d'affaires, derrière Givaudan. Ses autres  principaux concurrents sont Firmenich et Symrise. Son siège est basé à New York.
IFF fait partie des sept membres réguliers de l'Association internationale du parfum (IFRA).

## Historique
Le 20 octobre 2000, IFF achète le laboratoire Monique Rémy spécialisé dans les matières premières naturelles haut de gamme.
En mai 2018, IFF annonce l'acquisition de Frutarom pour 7,1 milliards de dollars.
En décembre 2019, IFF annonce la fusion de ses activités avec les activités de DuPont dédiées aux aromates, à la nutrition et à la bioscience, dans une opération d'une valeur de 26,2 milliards de dollars. Les actionnaires de DuPont ayant 55 % du nouvel ensemble. IFF concède également verser 7,3 milliards de dollars à DuPont pour cette opération,.
En août 2021, IFF annonce la vente de ses activités dans les désinfectants, issues du rachat des activités de DuPont, à Lanxess pour 1,3 milliard de dollars.
En 2022, IFF vend ses activités de solutions salés à un fonds d'investissement.
En mars 2024, IFF annonce la vente pour 2,85 milliards de dollars de ses activités pharmaceutiques à Roquette Frères.